# 야마모토 타케시 (가정교사 히트맨 REBORN!)
야마모토 타케시(일본어: 山本武)는 가정교사 히트맨 REBORN!의 등장인물이다.  비의 수호자로 오른팔로 손색이 없다 시구레소엔류(시우창연류)를 사용한다

## 프로필
- 속성 : 비(雨)
- 직급 : 나미모리 중학교 2-A반, 봉고레 패밀리. 비의 수호자(Guardiano Di Pioggia / 雨 守護者)
- 연령 : 14세
- 생일 : 4월 24일
- 신장 : 177 cm
- 체중 : 63 kg
- 별자리 : 황소자리
- 혈액형 : O형
- 출신국가 : 일본
- 장래의 꿈 : 프로 야구선수가 되는 것
- 좋아하는 음식 : 초밥
- 좋아하는 음료 : 우유
- 좋아하는 악기 : 일본 북

- 성우: 이노우에 스구루/현경수

## 개요
상냥한 성격에 낙천적이며 약간은 바보스러운 면도 있지만, 늘 웃는 모습으로 사람을 대한다. 덕택에 학교에서는 남녀에게 가리지 않고 아이돌과 같은 존재이다. 하지만 위기가 닥쳐오면 지는 것을 굉장히 싫어해서 진지한 모습을 보인다. 운동신경이나 반사신경이 발군이지만 감각적인 선택에 의존하기 때문에 타인의 지도엔 잘 따르지 않는다. 야구에 대한 열의는 엄청나며, 야구에선 어린아이와 같이 순수하다. 처음으로 등장하는 에피소드에서 팔의 상처 때문에 야구를 못 할 거라는 소리를 듣고 자살을 시도했는데, 필살탄을 맞은 츠나에 의해 살아남아 이후 츠나의 둘도 없는 친구가 된다. 그리고 본격적으로 '친구를 위해서 뭐든지 한다' 모드가 되고, 그 결과는 켄 치쿠사와의 대결에서 나타난다. 미래편부터는 친구에 관련된 일이라면 지키고 싶다는 생각을 가지게 되어 진지해졌다. 싸움도 잘하기 때문에 후우타의 랭킹에 따르면 나미모리 중학교 싸움 랭킹 2위지만, 누구든간에 친하게 지내기 때문에 딱히 싸움을 걸어오는 일은 없다. 봉고레링 쟁탈전에서는 자신의 미숙함을 깨닫고 아버지로부터 시구레소엔류(시우창연류)를 전승받아 비의 수호자가 되며, 비의 링 쟁탈전에서 강적인 스페르비 스쿠알로를 상대로 승리하게 된다. 이 때 시구레소엔류(시우창연류)의 특성인 '항상 유파를 초월하는 유파'를 실현한다.

## 무기
- 비의 봉고레 링
  - 야마모토가 소유하고 있는 봉고레 링이다. (자세한 것은 가정교사 히트맨 REBORN 참조)

- 시구레킨토키(時雨金時)
  - 바리아 전 직전에 아버지에게서 물려받은 시구레소엔류 대대로 전해지는 명검이다. 평상시엔 평범한 죽도의 형상을 하고 있으나 사용자가 그것을 들고 시구레소엔류를 완벽하게 사용하면 진검으로 변화한다. 즉 시구레소엔류 외의 검술에서는 사용 불가능한 검이라 할 수 있으나, 야마모토는 아버지에게 전수받은 시구레소엔류 외에도 그 이후로 계속 새로운 소엔류 검술을 창안, 그것을 시구레 킨토키를 통해 사용해냈다.

- 봉고레 박스(Vongola Box)
  - 자세한 것은 봉고레 박스 참조

- 봉고레 기어(Vongola Gear)
  - 자세한 것은 봉고레 기어 참조

## 기술

### 시우창연류(時雨蒼燕流/시구레소엔류)
대대로 야마모토 가에서 계승되어오던 검술이다. 이 기술의 특징은 계승자가 직접 신 기술을 만들어내는 것으로, 그렇지 않으면 이 유파는 멸망한다고 한다. 시구레소엔류에는 공식(攻式) 6형과 수식(受式) 4형이 존재한다.
1. . 공식 제 1형(攻式 第 1形) - 차축의 비(억수비) : 론디네. 디. 피오자가 앞서가면서 파도를 일으키면 그 속에서 찌르기로 돌진하는 기술이다.
2. . 수식 제 2형(攻式 第 2形) - 용솟음비 : 칼을 이용해 바닥에 고인 물을 끌어올려 방어하는 기술로, 물줄기로 적의 눈을 가리고 자신은 몸을 숙여 검으로 방어한다.
3. . 공식 제 3형(攻式 第 3形) - 머무름비 : 칼 손잡이를 쳐서 칼을 적에게 투척하는 중거리 기술이다.
4. . 수식 제 4형(攻式 第 4形) - 오풍십우(五風十雨) : 적의 공격을 보고 적의 공격 기술 패턴과 호흡에 맞춰서 그걸 피하는 기술로, 회피 오의라고 불린다.
5. . 공식 제 5형(攻式 第 5形) - 장마비 : 한 손으로 칼을 쥔 뒤, 적에게 휘두르는 동시에 칼을 놓은 뒤 그 순간 나머지 손으로 칼을 바꿔잡아 공격하는 기술로, 순간적인 시간차로 적의 허를 찌른다.
6. . 수식 제 6형(攻式 第 6形) - 미공개
7. . 수식 제 7형(攻式 第 7形) - 휘몰이비 : 물을 자신의 몸에 휘감아서 적의 공격을 방어하는 기술이다.
8. . 공식 제 8형(攻式 第 8形) - 장대비 : 타케시의 아버지가 만든 기술로, 돌진하면서 검으로 적의 몸을 띄워 초고속으로 상대를 벤다. 이 때 물기둥이 치솟는다.
9. . 공식 제 9형(攻式 第 9形) - 거울비 : 용솟음비의 연계 기술로, 용솟음비를 만들어 적의 주의를 끈 다음 물 그림자에 비친 모습을 보여주어 상대가 한눈 판 사이에 뒤에서 공격한다. 야마모토가 직접 고안해낸 기술이다.
10. . 특식 제 10형(攻式 第 10形) - 스콘토로. 디. 론디네 (Sconttro. Di. Rondine / 燕特攻 : 제비 특공) : 론디네. 디. 피오자가 앞으로 돌진해 가면서 대량의 비의 필살염을 분사하고, 그 뒤를 야마모토가 고속으로 뒤따라가면서 베는 기술이다.
11. . 특식 제 11형(攻式 第 11形) - 베카타. 디. 론디네 (Beccata. Di. Rondine / 제비의 부리) : 론디네. 디. 피오자가 비의 불꽃을 뿌린 후, 타케시가 초고속 연속 찌르기를 날리는 기술이다.
12. . 특식 제 12형(攻式 第 12形) - 좌태도. 안개 비(左太刀. 霧雨) : 봉고레 기어 때의 기술로, 왼쪽검으로 형태변화한 지로를 사용하여 무수한 검격으로 공격한다. 하지만 이 공격은 타격을 입히는 것이 목적이 아닌, 지로의 후각을 이용해 환각으로 몸을 숨긴 적을 찾아내기 위한 기술이다.
13. . 특식 제 12형(攻式 第 12形) - 우태도. 베는 비(右太刀. 斬雨) : 봉고레 기어 때의 기술로, 오른쪽검으로 형태변화한 코지로를 사용하여 무수한 비의 불꽃과 제비로 공격한다. 안개 비가 환각 속에 몸을 숨긴 적을 찾아내는 기술이라면 이 기술은 그 찾아낸 적을 직접 공격하는 기술이다.
14. . 총집 오의 - 시우지화(摠輯奧義 - 時雨之化) : 시구레 창연류에 최대 파워의 비의 필살염을 모은 뒤, 그걸 발산해 상대의 움직임과 공격의 움직임을 '진정'시켜 거의 정지에 가깝게 만드는 기술이다.

## 그 외의 기술
- - 아타코. 디. 스쿠알로(Attaco. Di. Squalo / 鮫衝擊 : 상어의 충격) : 타케시가 스쿠알로에게 배운 기술로, 검으로 상대의 신체를 때려서 그 엄청난 진동파로 잠시 동안 상대를 마비시키는 기술이다. 야마모토는 여기에 추가로 충돌 순간에 비의 필살염을 상대의 몸에 흘려보내서 상대의 움직임을 전부 둔화시키는 강화판으로 사용했다.